# Veurs (beek)
De Veurs is een beek in de gemeente Voeren in de Belgische provincie Limburg. De beek ligt in het Voerdal en is een rechter zijrivier van de Voer, waarin de Veurs in Sint-Martens-Voeren uitmondt. In het dal van de beek ligt verder nog het gehucht Veurs. Tussen dit gehucht en de westelijke ingang van de Tunnel van Veurs ligt het brongebied waar de beek ontspringt. Verder wordt de beek gevoed door kalktufbronnen in de hellingen Krindaal, Kwinten, Martelberg en Komberg.
Door het Veursdal loopt de spoorlijn 24 waar de beek grotendeels parallel aan loopt. Ten oosten van het dal van de Veurs ligt er een heuvelrug die het Plateau van Margraten verbindt met het Plateau van Herve, met daarop het Veursbos en de N648, en vormt de waterscheiding tussen de beken Gulp, Veurs en Noor(beek).
Aan de noordzijde van het Veursdal ligt het Broekbos en ten zuidwesten van het dal het Vrouwenbos.

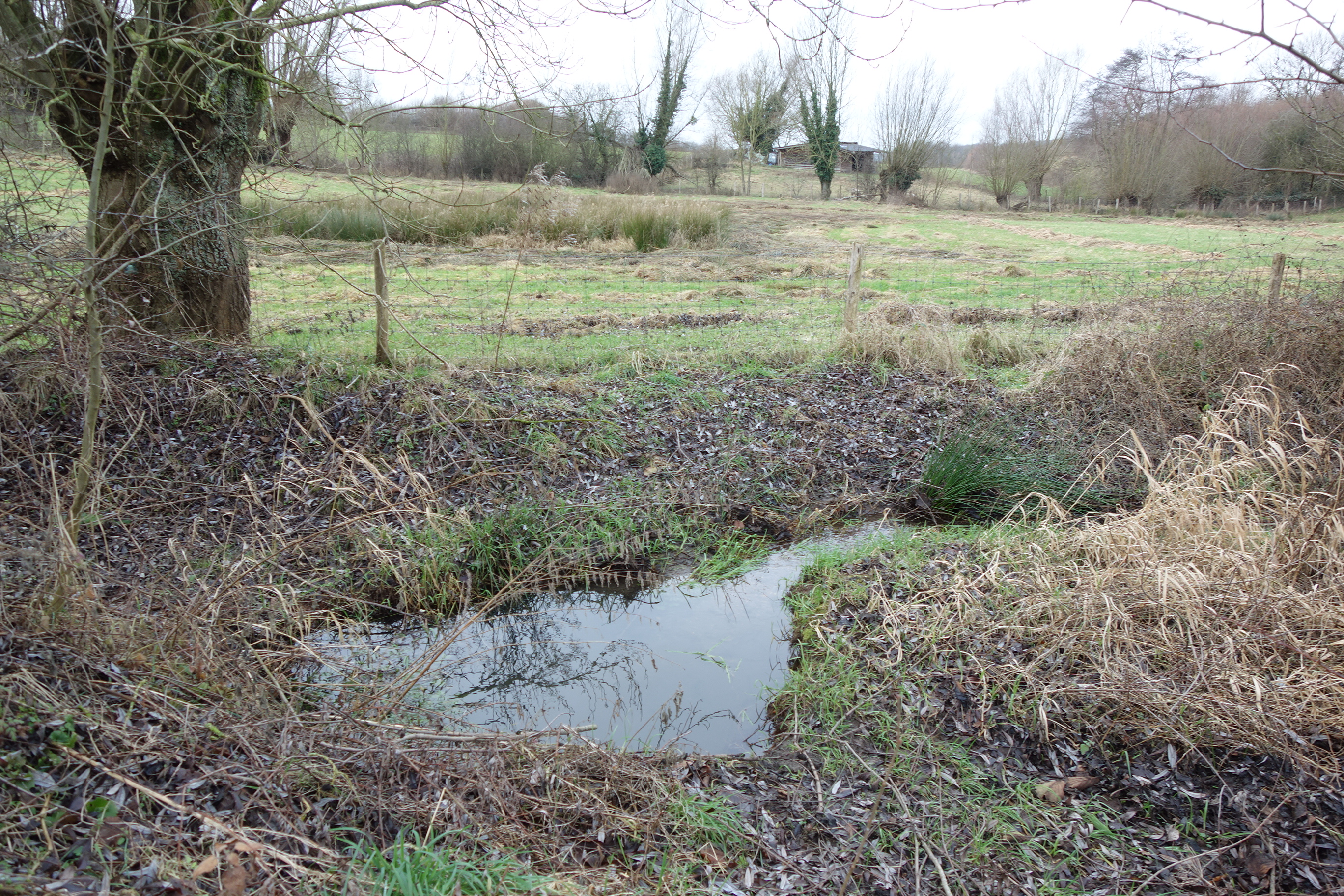
Brongebied bij het gehucht Veurs
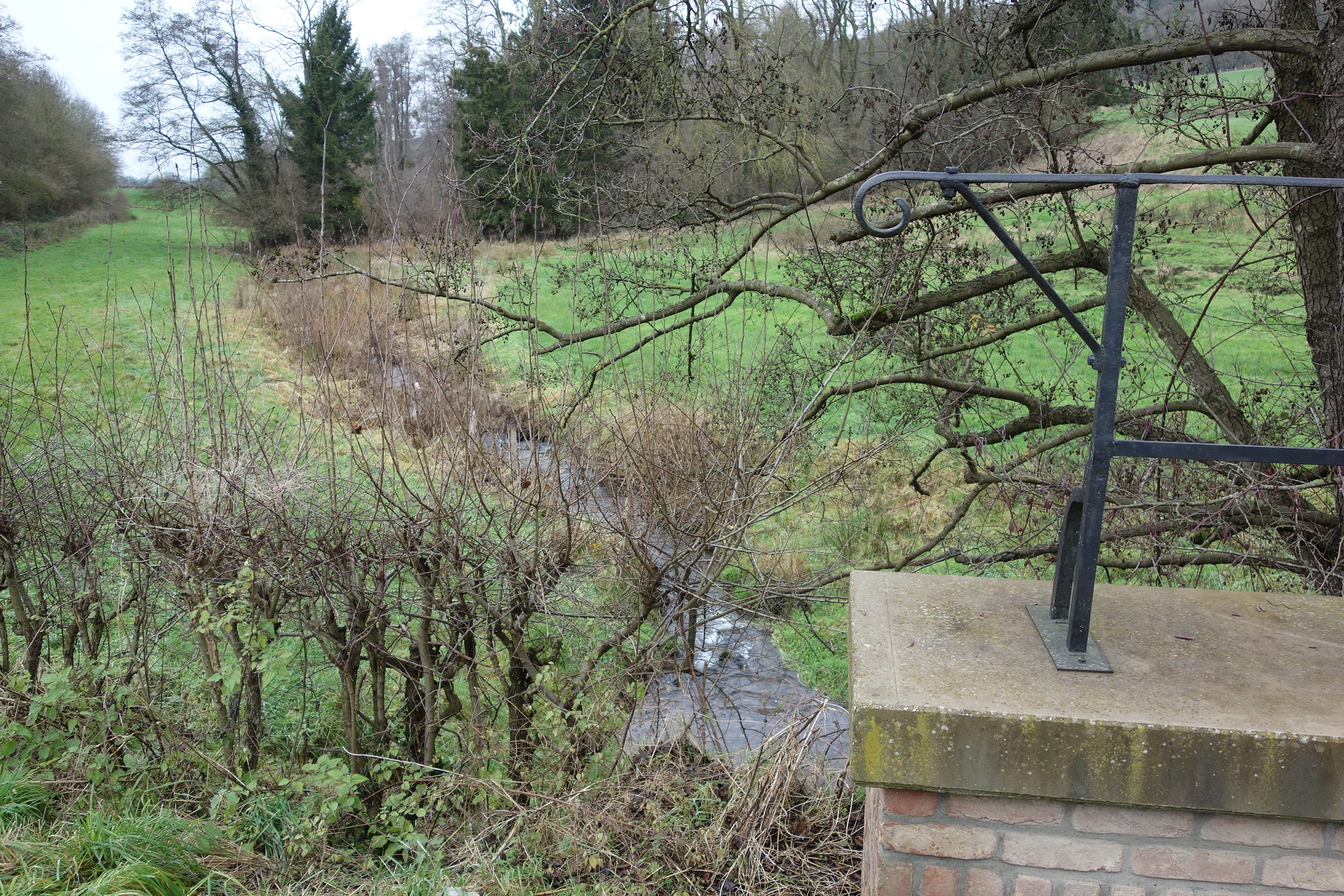
De Veurs bij Krindaal
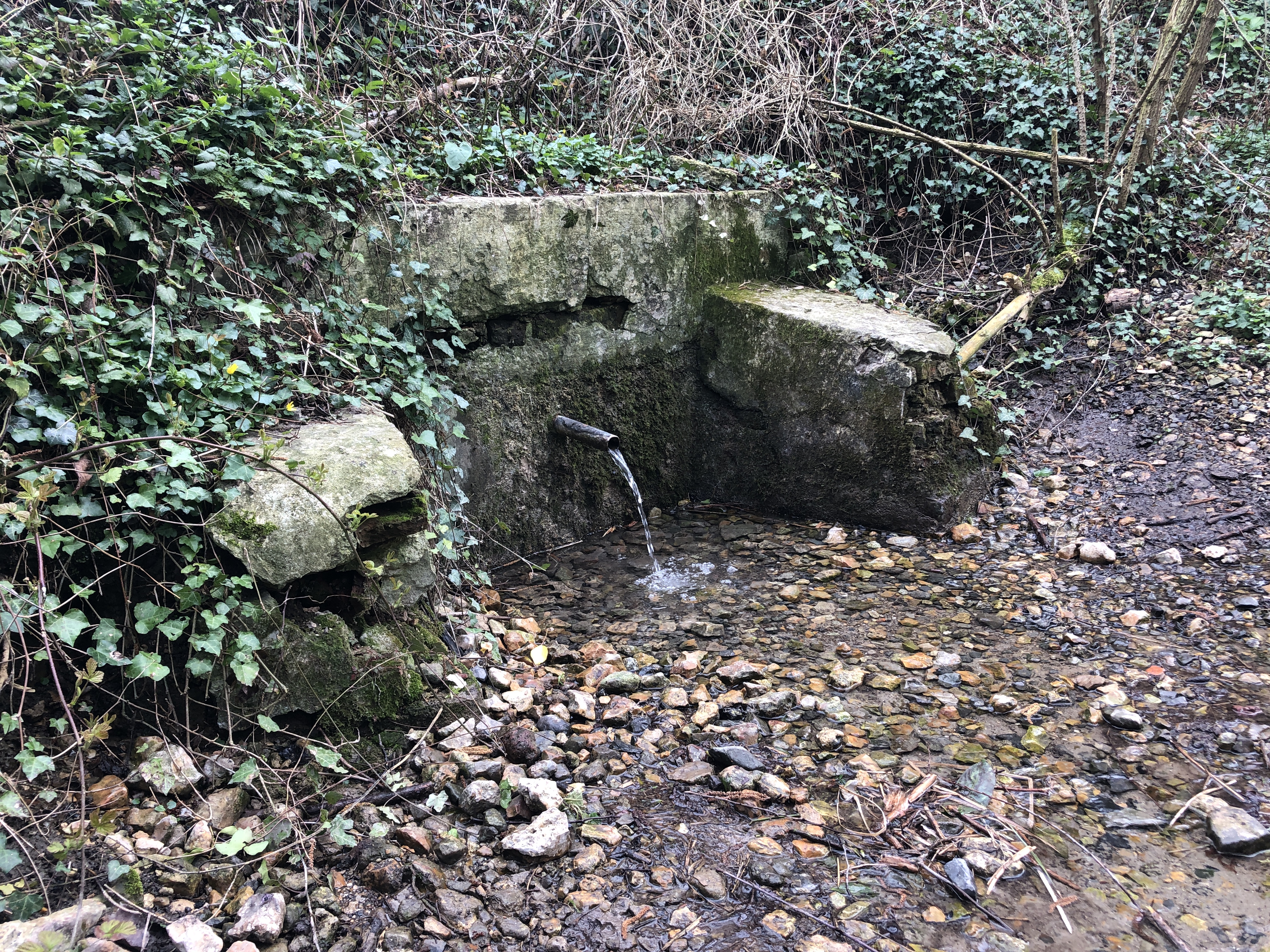
Bron bij Kwinten
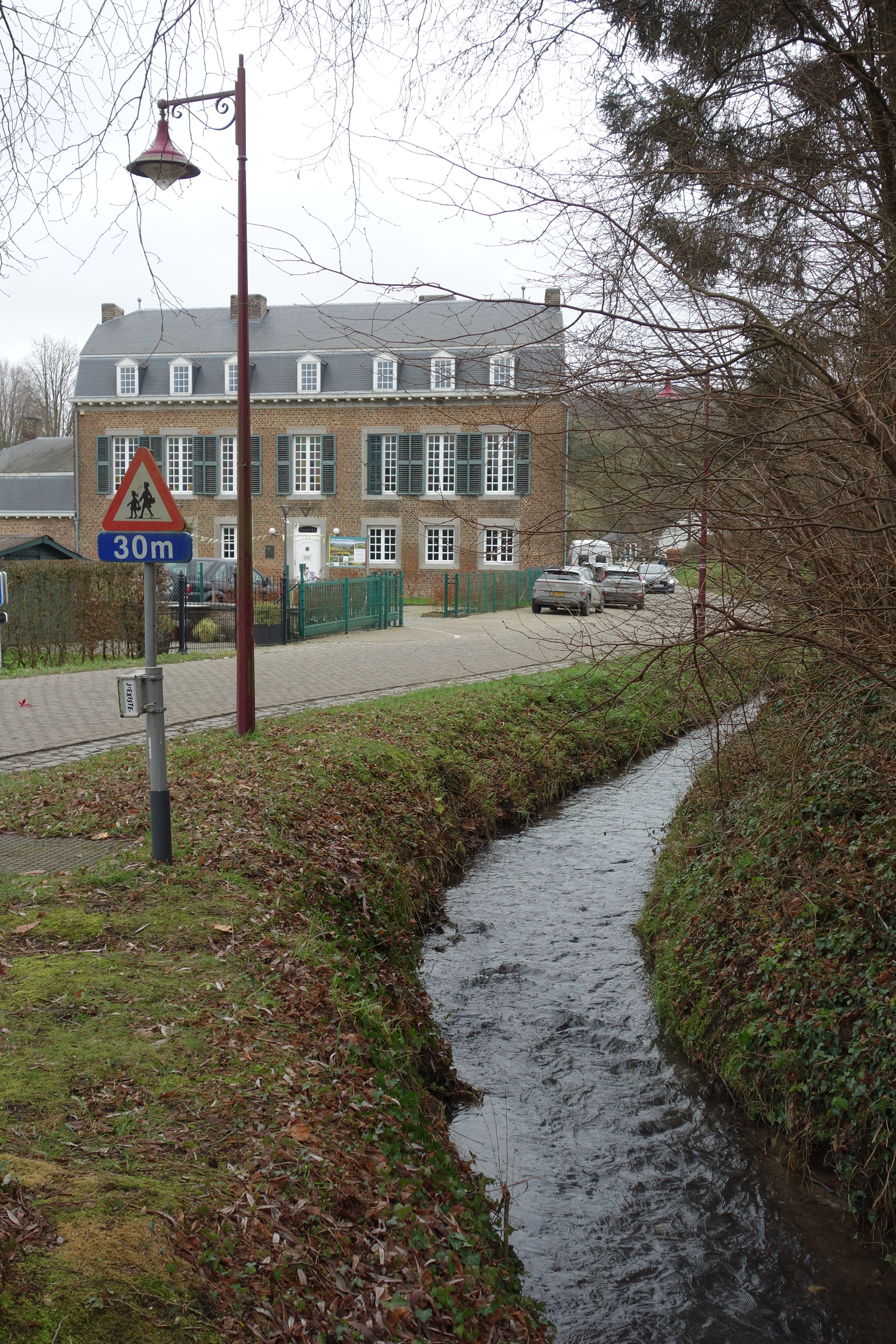
De Veurs bij het Veltmanshuis
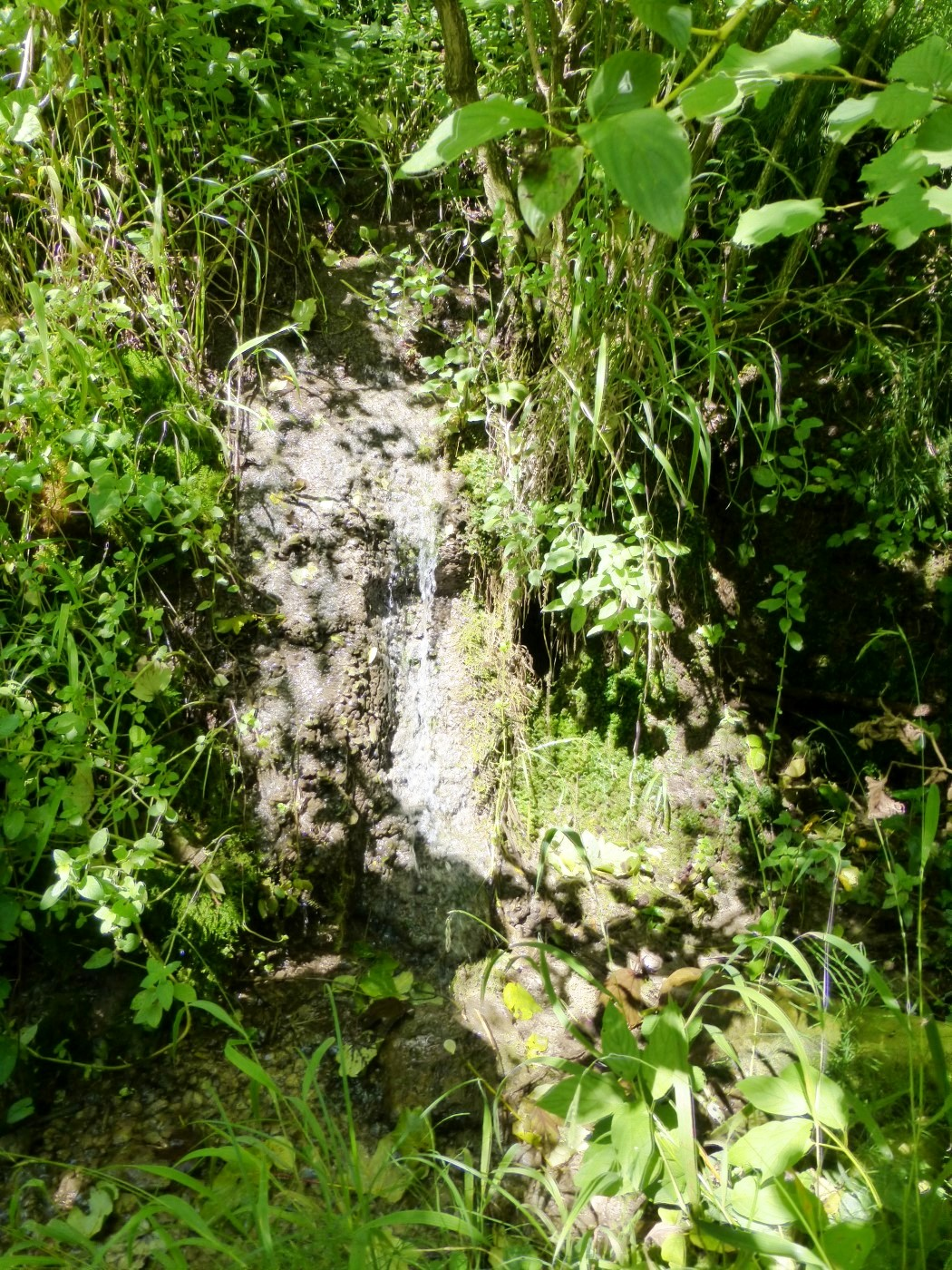
Kalktufbron op de Komberg
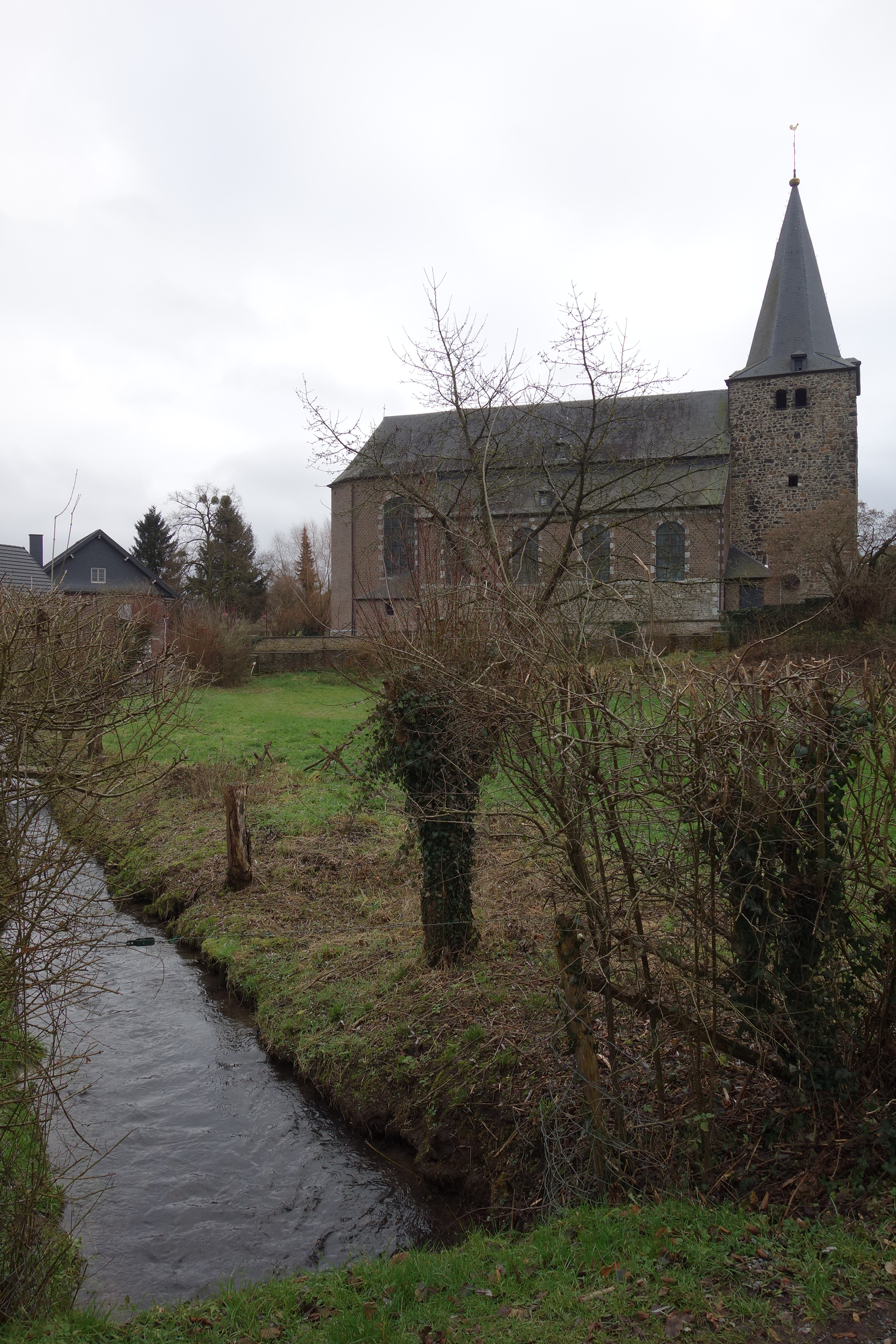
De Veurs bij de Sint-Martinuskerk